# Dzununcán (Mérida)
Dzununcán es una comisaría del municipio de Mérida en el estado de Yucatán localizado en el sureste de México Reserva Cuxtal.

## Toponimia
El nombre (Dzununcán) significa en maya yucateco "colibrí serpiente".

## Localización
Dzununcán se encuentra se encuentra localizada a 10 kilómetros al sur del centro de la ciudad de Mérida.

## Infraestructura
Entre la infraestructura con la que cuenta:
- Iglesias de cuatro religiones.
- Salon del Reino de los Testigos de Jehová
- Un Parque Central.
- Un Jardín de Niños "Kuilmac Yol Chan Pal"
- Una Escuela Primaria "Manuel Bernzunza"
- Una Escuela Telesecundaria "Romulo Rozo"
- Una Casa comisarial.
- Una Casa ejidal.
- Una Biblioteca Pública

## Demografía
Según el censo realizado la población es de 1802 habitantes 920 hombres & 882 Mujeres
| 214                         | 244 | 328 | 335 | 272 | 323 | 480 | 552 | 741 | 962 | 1249 | 1374 | 1528 |
| (Fuente: INEGI [Consultar]) |     |     |     |     |     |     |     |     |     |      |      |      |

## Galería

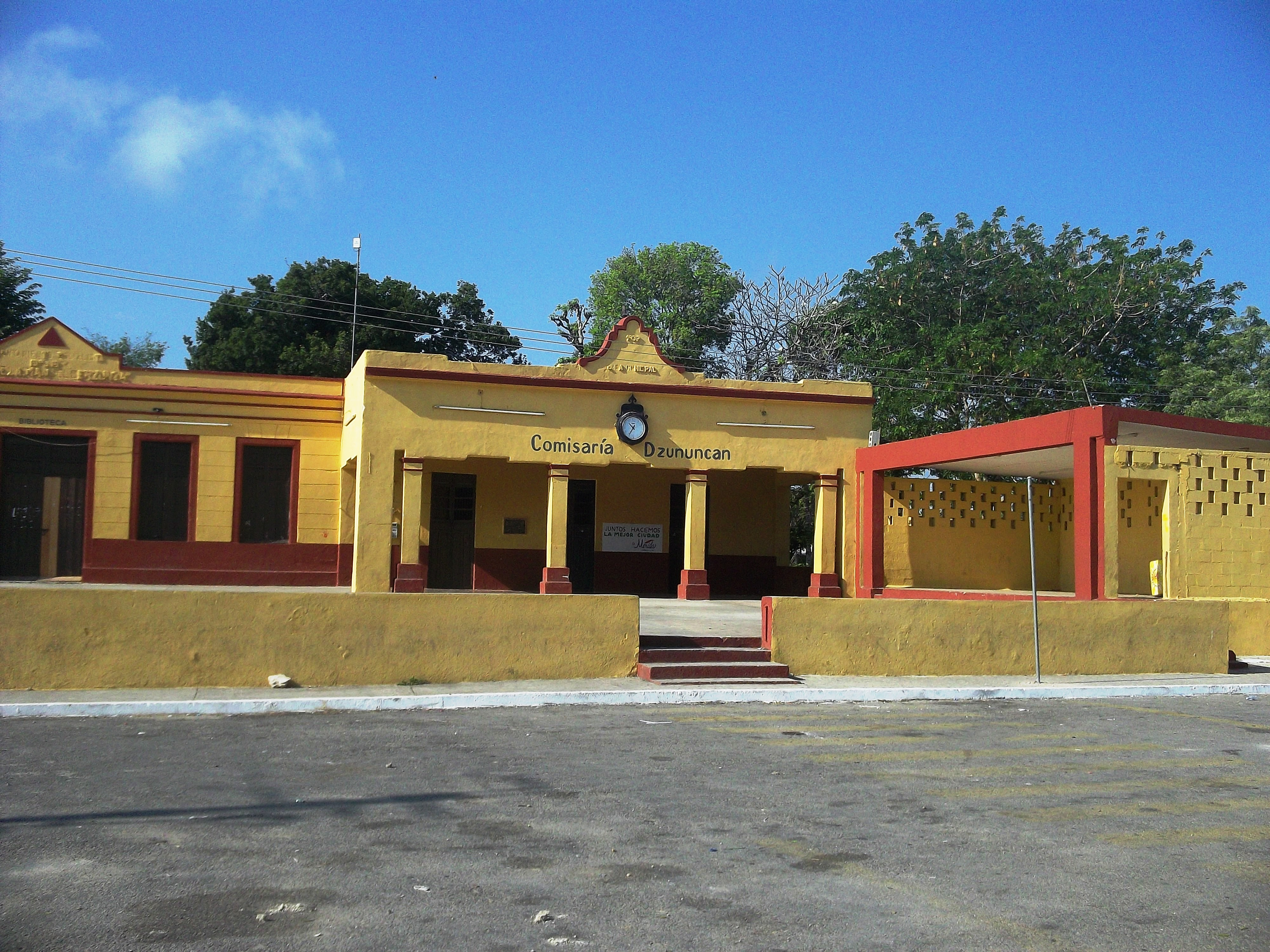
Casa comisarial de Dzununcán.
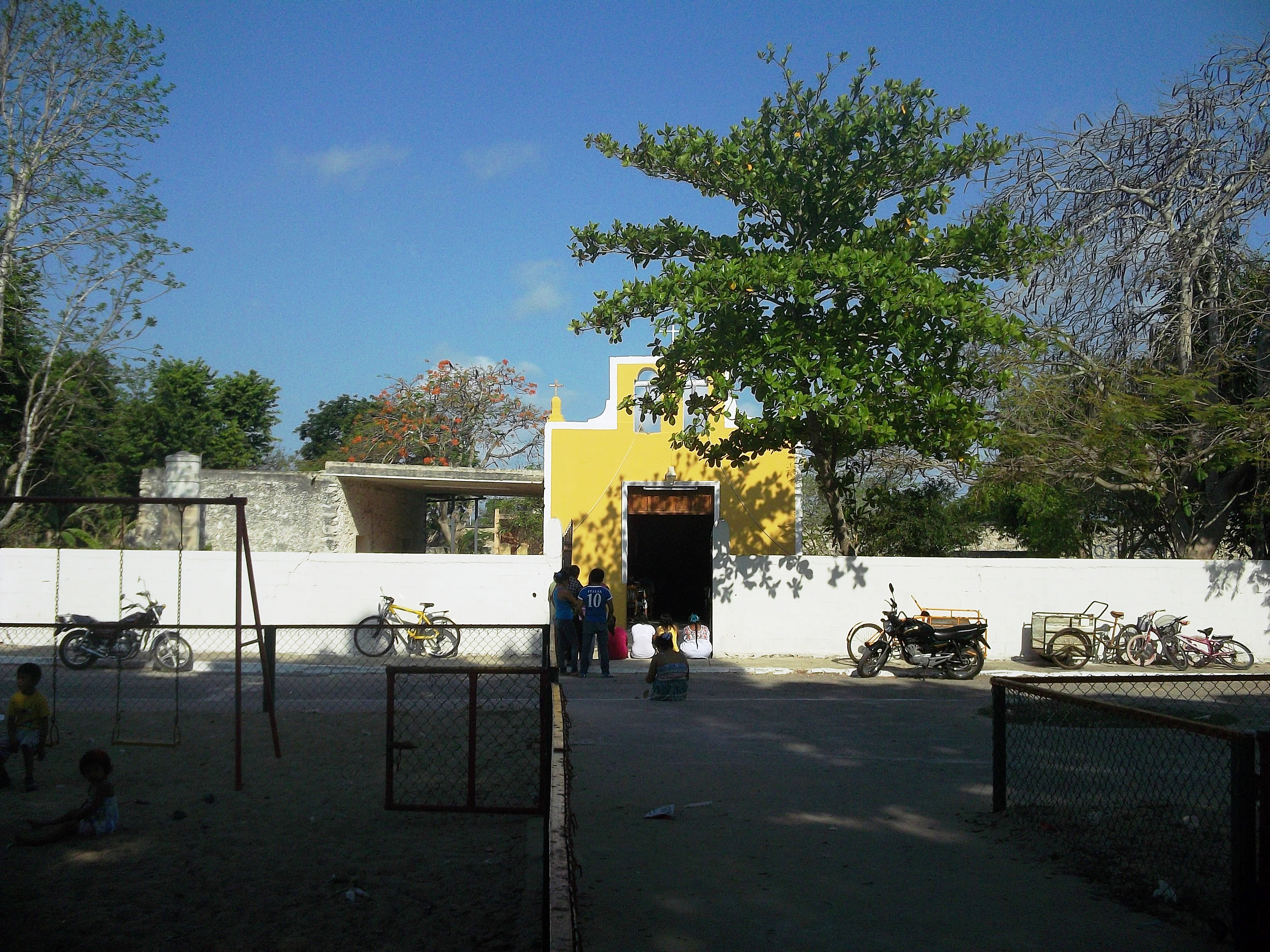
Iglesia principal de Dzununcán.